# ThunderCats (jeu vidéo)
Pour les articles homonymes, voir ThunderCats.
ThunderCats: The Lost Eye of Thundera est un jeu vidéo de plates-formes adapté de la série animée Cosmocats. Le jeu est sorti en 1987 par Elite Systems sur ordinateurs Amstrad CPC, Amiga, Atari ST, Commodore 64 et ZX Spectrum.

## Histoire
Le jeu débute avec Mumm-Ra, l'ennemi des cosmocats, et raconte que  Mumm-Ra s'est emparé de l'œil de Thundera (Eye of Thundera), source de la puissance des cosmocats. Le joueur prend alors le contrôle de Star Lion (Lion-O) et lui fait parcourir 14 niveaux pour atteindre l’œil de Thundera.

## Système de jeu
Lion-O commence l'action avec l'épée d'Omens (Sword of Omens). Dans plusieurs niveaux, Lion-O doit sauter avec des véhicules volants.